# Cryptotis thomasi
Cryptotis thomasi är en däggdjursart som först beskrevs av Clinton Hart Merriam 1897.  Cryptotis thomasi ingår i släktet pygménäbbmöss och familjen näbbmöss. IUCN kategoriserar arten globalt som livskraftig. Inga underarter finns listade i Catalogue of Life.
Denna näbbmus förekommer i bergstrakter i Colombia. Den vistas i regioner mellan 2700 och 3500 meter över havet. Arten lever i olika slags bergsskogar och i buskstäppen Páramo. De flesta individer hittades under regntiden mellan juni och juli. Antagligen är individerna utanför denna tid mindre aktiva.